# Cuneus (neurologie)
Le cuneus O6 est un gyrus de la face interne du lobe occipital du cortex cérébral. Il s'agit de la circonvolution de la partie supérieure de la face interne du lobe occipital, limitée en avant par le sillon pariéto-occipital et en bas par la scissure calcarine. Il correspond à l'aire 17 de Brodmann.
|                            |                                    |
| Cuneus (hémisphère gauche) | Face interne de l'hémisphère droit |